# 伊韦勒河畔内昂
伊韦勒河畔内昂（法語：Néant-sur-Yvel，法語發音：[neɑ̃ syʁ ivɛl]）是法国莫尔比昂省的一个市镇，属于瓦讷区

## 地理
伊韦勒河畔内昂（48°0'49"N, 2°19'45"W）面积32.3 平方千米，位于法国布列塔尼大區莫尔比昂省，该省份为法国西北部沿海省份，位于布列塔尼半岛南部，北起阿摩尔滨海省、西接菲尼斯泰尔省，南濒大西洋，东南接大西洋卢瓦尔省，东临伊勒-维莱讷省。
与伊韦勒河畔内昂接壤的市镇（或旧市镇、城区）包括：莫龙、潘蓬、特雷奥朗特克、洛亚、吉利耶。

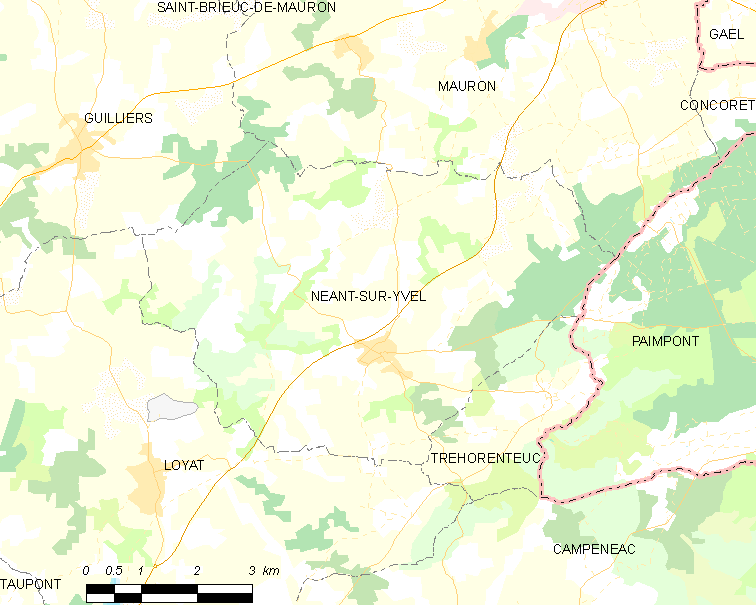
伊韦勒河畔内昂的OSM定位图

伊韦勒河畔内昂的时区为UTC+01:00、UTC+02:00（夏令时）。

## 行政
伊韦勒河畔内昂的邮政编码为56430，INSEE市镇编码为56145。

## 政治
伊韦勒河畔内昂所属的省级选区为普洛埃梅勒县。

## 人口

1962-2008年间伊韦勒河畔内昂人口变化图示

伊韦勒河畔内昂于2022年1月1日时的人口数量为1070人。